# Poesía fonética
La poesía fonética o poesía sonora es una forma de creación poética basada en los recursos sonoros de la lengua. Antes de que se inventara la escritura, la poesía se transmitía mediante la declamación. Las vanguardias modernas redescubrieron que el lenguaje es una corriente sonora que pertenece al oído y prestaron un mayor interés por los significantes, es por ello que se considera a la poesía fonética como un fenómeno del siglo XX, ligado al Futurismo ruso e italiano, y al Dadaísmo y, muy particularmente, a Kurt Schwitters y su movimiento Merz.

## Rasgos e historia
Pariente de la “poesía sonora” y del “ruidismo” la podríamos definir como una forma experimentalista de la creación poética que evita usar la palabra como mero o único vehículo del significado. El poema fonético o fonetista –adjetivación que prefieren algunos-, con su estructuración en sonidos diferenciados, a veces sorprendentes, se diferencia de la poesía declamada o recitación tradicional por su carácter experimentalista y el empleo de ruidos y técnicas fonéticas autónomas respecto del nivel léxico de la lengua.
La poesía sonora se dice heredera de los movimientos artísticos de las primeras décadas del siglo pasado. Entre ellos, de las exploraciones de la poesía simbolista francesa, la literatura futurista rusa, los ejercicios literarios de los surrealistas,8 la poesía fonética, las obras de los dadaístas y la poesía concreta alemana.
Fue Marinetti con su manifiesto "La declamación dinámica y sinóptica" quien fijó las bases de la declamación futurista , en oposición a la simbolista, precedente de lo que hoy consideramos poesía fonética. El poema, según él, debe salir de la página y ser recitado “con la voz y el rostro deshumanizado”, pudiéndose acompañar de diferentes instrumentos (martillos, timbales, maderas…) y realizar varias declamaciones simultáneas, e incluso participa en el espectáculo la acción dinámica de los cuerpos generando un espectáculo que fuera, al mismo tiempo, visual y fonético.
Los futuristas en sus experimentos fonetistas hicieron uso de una amplia gama de recursos: composiciones sin signos de puntuación, sin adjetivos, adverbios, verbos… Se trataba generalmente de “palabras en libertad” que no eran otra cosa que un collage de sustantivos que evocaban imágenes y podían transportar al oyente a la base más primitiva del idioma, la onomatopeya y el grito, suspiros y aullidos, y también el ruido. Fue Luigi Russolo quien marcó las pautas del Arte del Ruido, o "ruidismo", pariente próximo de la poesía fonética, y uno de los aportes principales del futurismo a la música más vanguardista del siglo XX.
Un momento clave de su historia fue cuando los futuristas rusos inventaron el concepto záum (en ruso, за́умь; zaum), un intento de crear un lenguaje universal para la poesía. Según Alekséi Kruchiónyj, en "La declaración de la palabra", el nuevo lenguaje záum es una forma liberadora de la poesía ya que, siendo vacía de un sentido racional, permite un lenguaje transmental.
Pero serían los dadaistas con sus propuestas de un anti-arte que destruyera la cultura y por lo tanto la guerra, quienes posteriormente profundizaron en la poesía sonora.Hugo Ball inventó la anti-poesia: "versos sin palabras" o "poemas de sonidos". Tristán Tzara, Marcel Janco y otros exploraron el poema simultaneísta ya que, como en la vida, los fenómenos se producen de forma simultánea, frecuentemente caótica, y no lineal como en el discurso.
Hausmann creó el concepto de poemas optofonéticos, composiciones construidas a base de letras combinadas topográficamente para hacer "oír" sus obras a través de los ojos y "verlas" a través de nuestros oídos. Es por ello que sus composiciones fonético-visuales eran realizadas con letras más o menos gruesas, grandes o pequeñas, intentando que la letra fuera al mismo tiempo un signo visual y acústico. En su ideario Hausmann se adelantó a mecanismos que fueron posteriormente utilizados, ya en los años cincuenta, por la música electroacústica.
Pero sería Kurt Schwitters con su revista Merz, la figura más destacada de la poesía fonética en todo este periodo. Schwitters al tiempo que recogía material de desecho de las calles para sus cuadros, declamaba poesía. Escandalizó a la ciudad de Hannover con su poema Anna Blume (Ana Flor). Su Ursonate, conocida como Sonata in Urlauten (Sonata en sonidos primitivos) es la mayor contribución a la poesía fonética de todos los tiempos. Se compone de cuatro movimientos, una introducción, un final y, en séptimo lugar, una improvisación en el cuarto movimiento.
Tras ellos, diferentes creadores contemporáneos han investigado en esta dirección. Así, entre los poetas sonoros actuales podemos destacar la obra de Henri Chopin, quien dice que "la poesía sonora no ha de buscar sus precedentes en la obra de Morgenstern , ni de los dadaistas, ni de los letristas puesto que su origen está en las propias fuentes del lenguaje". Chopin siempre afirmó que la poesía sonora tenía la finalidad esencial de mostrar con toda su riqueza los recursos lingüísticos mediante un instrumento único pero polivalente, la boca, "esa sutil caja de resonancia capaz de reproducir, mediante el fonema y la palabra, varios sonidos simultáneos".
Las posibilidades actuales de reproducción y transmisión del sonido han posibilitado aún más la poesía fonética, la cual hoy se enmarca en el viejo intento de poesía total en el que pueden intervenir al mismo tiempo los medios electrónicos y la voz de los recitadores.

## Discografía, casetes, CD, DVD
SINGLE
- Festival d´In(ter)ventions-1: Neoson(g) Cabaret, Quebec, Les Editions Intervention, 1985.
- NANNUCCI, Maurizio, L´Autonomatopek, París, Opus International, s.f.
- Parole/Mots/Words/Wörter, Florencia, Recorthings/Zona Edizioni, 1976.
- Poèmes phonétiques sur Spatialisme, Tokio, Columbia Records, s.f.
- BARBARA, Joan La, Voice is the Original Instrument, Nueva York, Wizards Records, 1976.
- BLAINE, Julien, Passé/Futur, Radio Taxi 22, Verona/Nápoles, Edizioni Lotta Poetica & Studio Morra, s.f.
- CHOPIN, Henri, audiopoems, Londres, Tangent Records, 1971.
- _, Poesie sonore, Bélgica, IGLOO, s.f.
- _, Audiopoems, Radio Taxi 3, Verona/Nápoles, Edizioni Lotta Poetica & Studio Morra, 1982.
- FLATUS VOCIS TRIO, Música hablada, La Vall d´Uixó, XIU-XIU Records, 1990.
- Futura. Poesía Sonora (7 LP)-(ed. Arrigo Lora Totino), Milán, Cramps Records, 1978.
- HANSON, Sten, The Sonosopher Retrospective, Milán, Alga Marghen, 1998.
- International langage experiments of the 50/60ies, Friedberg, Edition Hoffmann, 1970.
- Konkrete Poesie Sound Poetry Artikulationen, Berna, Edition Anastasia Bitzos, 1968.
- LORA TOTINO, Arrigo & FOGLIATI, Il Liquimofono-Poesia liquida, Milán, Schweiller, 1968.
- Mail Music (ed. Nicola Frangione), Armadio Officina Audio Editions, 1983.
- MINARELLI, Enzo, The Sound Side of Poetry, Florencia, Zona Archive, 1991.
- Poesia sonora. Antologia internazionale di ricerche fonetiche (ed. Maurizio Nannucci), CBS, 1975.
- Polyphonix 1, Milán, Muthipla Records, 1982.
- SARENCO & FRANCO VERDI, Sanremando, Radio Taxi 1, Verona/Nápoles, Edizioni Lotta Poetica & Studio Morra, 1982.
- _, Viva il Futurismo!, Radio Taxi 4, Verona/Nápoles, Edizioni Lotta Poetica & Studio Morra, 1982.
- sound texts. concrete poetry. visual texts, Ámsterdam, Stedelijk Museum, 1970.

CASETE
- Alle fonti della poesia sonora (ed. Arrigo Lora Totino), Baobab, nº 12, Reggio Emilia, 1982.
- CHOPIN, Henri, Poesie sonore internationale (2 casetes), París, Jean Michel Place, 1979.
- _, Audiopoèmes 1956-1980, Colonia, Edition Hundertmark, s.f.
- _, Audiopèmes 1972-1991, Cuenca, Menú, 1992.
- Polipoesia. Primera Antología, Barcelona, Sediciones, 1992.
- Storia della poesia sonora in cassette (4 casetes)-(ed. Arrigo Lora Totino), Baobab, nº 18, Reggio Emilia, 1989.

CD
- ACIDENTS POLIPOETICS, Polipoesia urbana de pueblo, Madrid, Por Caridad, 1995.
- Futura. Poesía sonora (5 CD)-(ed. Arrigo Lora Totino), Milán, Cramps Records, 1989.
- MIRANDA, Fátima, Las voces de la voz, Palma de Mallorca, Fundació A.C.A., 1992.